# 中辰之助

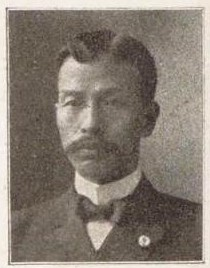
中辰之助

中 辰之助（なか たつのすけ、1868年5月18日（明治元年4月26日） - 1936年（昭和11年）12月7日）は、日本の政治家、衆議院議員（3期）。

## 経歴
大阪府出身。漢学を学ぶ。和泉紡績(株)取締役、大阪農工銀行、大阪窯業、岸和田貯蓄銀行、泉陽紡績各(株)監査役となる。
1898年の第5回衆議院議員総選挙において大阪6区から立憲自由党公認で立候補して当選した。同年の第6回衆議院議員総選挙で再選。1901年に議員を辞職した。1912年の第11回衆議院議員総選挙において大阪府郡部から中央倶楽部公認で立候補して復帰した。衆議院議員を3期務め、1915年の第12回衆議院議員総選挙には出馬しなかった。1936年に死去した。